# 日野宗子
日野宗子（ひの むねこ，？—1447年6月12日），室町時代女性人物。室町幕府第6代征夷大将軍足利義教正室（御台所）。父大納言日野重光。後離婚出家，号观智院。
第5代将軍足利義量死後，叔父義圆還俗继承将軍改名義教。義教父亲足利义满正室日野康子、兄长足利義持正室日野荣子姐妹的侄女日野宗子为正室。還俗1月后应永35年（1428年）閏三月初六正式指定御台所，正長元年（1428年）六月廿一举行婚礼。永享元年（1429年）三月十二生下女儿，次年正月廿八叙正三位。
義教不久受到日野家很大压力，开始宠爱側室正親町三条尹子。永享3年（1431年）六月初五，義教命尹子也享有御台所身分。以後，宗子被称为「本台所」、尹子被称为「新台所」，正室成了两个人。七月廿六宗子的女儿去世，翌廿七日，日野荣子病死。義教与宗子最终离婚，同年，宗子離开御所，日野家以宗子之妹日野重子（後足利義勝、足利義政的生母）为义教側室作为补偿。
其後宗子動向不詳，《康富記》文安4年四月廿九日条记载宗子出家，号观智院，于1447年6月12日去世。